# Drusus borceai
Drusus borceai är en nattsländeart som beskrevs av Murgoci 1960. Drusus borceai ingår i släktet Drusus och familjen husmasknattsländor. Inga underarter finns listade i Catalogue of Life.